# Terni
Terni je grad u južnom dijelu regije Umbrija, u središnjoj Italiji. Nalazi se blizu granice s Laziom. Grad je glavni grad pokrajine Terni, smješten u ravnici rijeke Nere.
Terni je poznat i kao "Grad zaljubljenih", jer je ovdje rođen i postao biskup njihov svetac zaštitnik – sveti Valentin.

## Gradovi pobratimi
Terni je pobratimljen s:
- Cartagena, Španjolska
- Dunaújváros, Mađarska
- Saint-Ouen-sur-Seine, Francuska